# Anarta mausi
Anarta mausi är en fjärilsart som beskrevs av Rudolf Püngeler 1904. Anarta mausi ingår i släktet Anarta och familjen nattflyn. Inga underarter finns listade i Catalogue of Life.